# Alice: Madness Returns
Alice: Madness Returns è un videogioco per Microsoft Windows, PlayStation 3 e Xbox 360, sviluppato da Spicy Horse e pubblicato da Electronic Arts nel 2011.
È il sequel del videogioco American McGee's Alice, uscito nel 2000 per Windows e Mac. Era stato previsto un seguito, Alice Asylum, ma venne cancellato nel corso del 2023.
Come il suo predecessore è liberamente ispirato alle opere di Lewis Carroll, Le avventure di Alice nel Paese delle Meraviglie e Attraverso lo specchio e quel che Alice vi trovò.

## Trama
Come nel titolo precedente, il giocatore veste i panni della giovane Alice Liddell, rimasta orfana in seguito a un incendio. La storia comincia dove il precedente capitolo si interrompe, con Alice dimessa dal manicomio di Rutledge, dove era stata ricoverata perché creduta pazza, e ora residente presso un orfanotrofio della Londra vittoriana.

### Capitolo 1
Alice, ancora ossessionata dalla morte dei suoi genitori, è in cura presso il dottor Angus Bumby, psichiatra esperto nell'arte dell'ipnosi e proprietario dell'orfanotrofio in cui risiede la protagonista. Su ordine del dottore, Alice si reca presso un farmacista a High Street e sulla sua strada incontra un gatto bianco. Seguendolo arriva in un vicolo dove si trova circondata da creature per metà umane e per metà Jabberwocky (una creatura mostruosa). Mentre sta per essere sopraffatta, le creature scompaiono e Alice si trova di fronte all'infermiera Witless, che aveva conosciuto durante la sua permanenza al manicomio. Witless racconta di come Alice, mentre era ricoverata a Rutledge, abbia più volte ammesso di essere responsabile della morte della sua famiglia e di come lei l'abbia aiutata, dietro interesse personale, a sistemarsi dopo essere stata dimessa, nonostante fosse ancora instabile. Alice segue l'infermiera fin sul tetto di casa sua, dove ha un'allucinazione e la vede trasformarsi in Jabberwocky. Dopodiché, il tetto crolla e Alice si ritrova nel Paese delle Meraviglie.
Qui lo Stregatto, un felino che può scomparire e apparire a piacimento, rivela ad Alice che sul Paese delle Meraviglie incombe una nuova minaccia. Un treno, chiamato Treno Infernale, sta distruggendo il Paese, e durante il suo percorso Alice comincia a recuperare i ricordi legati all'incendio. Proseguendo nella sua avventura, Alice incontra la Duchessa, sua vecchia avversaria, ma ora alleata, che le dona il Macinapepe, una sorta di arma. Alle porte del regno costruito e governato dal Cappellaio Matto, Alice incontra nuovamente lo Stregatto, il quale le dice che forse il Cappellaio è coinvolto direttamente con la distruzione che sta devastando il Paese delle Meraviglie. Addentrandosi nel dominio meccanico, Alice scopre che la Lepre Marzolina e il Ghiro, trasformati in esseri semi-robotici dagli esperimenti del Cappellaio Matto, gli si sono ribellati e lo hanno letteralmente fatto a pezzi. Dopo aver ritrovato la testa e il tronco del Cappellaio tra i rifiuti, Alice decide di ritrovare anche i suoi arti in cambio di informazioni. Riassemblato il Cappellaio, i due si dirigono alla fabbrica centrale, dove scoprono che a costruire il Treno Infernale sono stati la Lepre e il Ghiro. Questi ultimi intrappolano il Cappellaio e tentano di attaccare Alice con un robot gigante, ma il Cappellaio si libera e fa cadere su di loro un'enorme teiera, uccidendoli. Alla vista dei loro corpi, il Cappellaio impazzisce del tutto, tentando di rianimarli per un ultimo tè insieme. Prima di essere schiacciato nel crollo del suo dominio, il Cappellaio dice ad Alice di cercare la Finta Tartaruga (ex macchinista delle Ferrovie dello Specchio), in quanto dovrebbe saperne di più sul treno infernale. Un'ondata di tè sommerge Alice, che comincia ad annegare, ma si sveglia di nuovo ritrovandosi nel Tamigi.

### Capitolo 2
Ripescata da due marinai, che tentano di abusare di lei, e seguendo ancora una volta il gatto bianco, Alice entra in un bar chiamato "La sirena straziata", dove Alice incontra la sua vecchia balia, Nanny, ora una prostituta, che la invita a salire. Giunta di sopra, Alice vede Nanny mentre viene picchiata da uno sfruttatore. L'uomo colpisce anche Alice, che perde i sensi, e appicca il fuoco al bar.
Alice ritorna nel Paese delle Meraviglie a caccia della Finta Tartaruga, che si trova sulla sua nave, sotto attacco da parte di squali meccanici. La Tartaruga dice ad Alice che dovrebbe assistere allo spettacolo di un tale chiamato Carpentiere, in quanto, come egli dice, "quello che non si prende sul serio non può far del male". Tuttavia, devono fuggire dagli squali tuffandosi sott'acqua. Gli squali li inseguono e, in combinazione con altri ostacoli sommersi, la nave viene distrutta.
In lutto per la sua nave, la Finta Tartaruga consiglia ad Alice di trovare il Brucaliffo, un saggio del Paese, dal momento che dovrebbe sapere come distruggere il Treno. Per trovare il Brucaliffo, egli raccomanda ad Alice di andare al nuovo spettacolo del Carpentiere e le dà un biglietto. Durante il tragitto per arrivare al teatro, Alice ricorda che era stata l'ultima a entrare in biblioteca nella sua casa la notte dell'incendio; ricorda anche che aveva messo della legna sul fuoco e teme che questo possa aver provocato l'incendio che ha ucciso la sua famiglia.
Alice arriva al teatro, dove scopre che il Carpentiere non può incominciare lo show in quanto lo scrittore e il cast sono scomparsi: si impegna allora a trovarli in cambio di informazioni sul Treno. Dopo aver individuato l'autore (un polpo) svegliato le showgirl (alcune ostriche) e recuperato l'orchestra, Alice torna a teatro giusto in tempo per assistere al Tricheco, compagno del Carpentiere, che divora il cast e il pubblico. Il Carpentiere le dice che è stata ingannata (anche se non le dice da chi), e rivela che il Treno è arrivato nel Paese nello stesso momento in cui è arrivata lei. All'improvviso il Treno si fa strada attraverso il teatro, apparentemente con l'intento di uccidere il Tricheco e il Carpentiere. Quest'ultimo, dopo averla esortata a cercare risposte dal Brucaliffo, cerca di proteggerla dal treno facendole da scudo con il corpo, apparentemente a costo della vita.

### Capitolo 3
Ancora una volta, Alice si sveglia nel mondo reale, ora sul retro di un carretto con la balia. Chiede a Nanny cosa sia successo la notte dell'incendio, ma la donna si rifiuta di parlarne; le dice, però, che l'avvocato Radcliffe ha il coniglio di pezza con cui giocava da bambina. Anche se dubbiosa riguardo all'utilità di Radcliffe, Alice decide di raggiungerlo. Arrivata a casa dell'avvocato, Alice ha un colloquio con Radcliffe, il quale insiste nel dire che Oreste, il gatto di Alice, ha appiccato il fuoco per sbaglio, cosa che Alice nega fermamente. Egli menziona anche la sorella maggiore di Alice, Lizzie, morta nella sua camera da letto (a quanto pare nel sonno), e dice di credere che Alice potrebbe aver avuto un ruolo principale nell'incendio, appiccandolo lei stessa. L'avvocato sospetta, infatti, che Alice sia una piromane.
La scena cambia e, invece che nell'ufficio di Radcliffe, Alice è in piedi in una casa abbandonata. Come si avventura fuori, si scopre che è tornata nel Paese delle Meraviglie e si trova nella Valle della Condanna, la versione ormai corrotta della sua Valle di Lacrime, dove la Rovina si presenta in ogni sua forma. Dopo un lungo tragitto trova una cunetta verde in quel paesaggio desolato, sentendo la voce del Brucaliffo che la invita a raggiungerla. Una magia la rimpicciolisce e arriva nel Misterioso Oriente, un luogo onirico e sereno, salvo dalla distruzione del Paese delle Meraviglie, popolato da Formiche Origami, sottoposte però alle prepotenze di Vespe Samurai e Vespe Daimyo. Le formiche chiedono aiuto ad Alice, promettendole in cambio il loro aiuto a raggiungere il Brucaliffo. Alice si avventura attraverso le grotte e nel sacro regno delle formiche, e si ricorda che Oreste non era in biblioteca, essendosi coricato accanto a lei prima che scoppiasse l'incendio. Inoltre, fu Oreste a salvare Alice, mostrandole la finestra aperta come unica via di fuga. Pertanto, il gatto non poteva essere la causa dell'incendio. La ragazza ricorda, inoltre, che i suoi genitori morirono cercando di salvare Lizzie, che dormiva nella sua camera da letto con la porta chiusa a chiave. Lizzie morì nel sonno e la seguirono anche i genitori, non potendo più uscire dalla casa in fiamme. Alice arriva finalmente al cospetto del Brucaliffo, che assume la voce del padre, e le suggerisce di parlare con la sua antica avversaria, la Regina di Cuori (da Alice già incontrata e sconfitta nel primo gioco), che potrebbe aiutarla, mettendola però in guardia sull'identità della sovrana: "Una volta era una persona che amavi... il tempo cambia tutti...". Il bruco si trasforma poi in una farfalla gigante, mentre Alice si sveglia nella prigione di Londra.

### Capitolo 4
Alice si sveglia in carcere, dopo un confronto con Jack Splatter, lo sfruttatore che ha picchiato Nanny. Durante la conversazione con Splatter aveva perso i sensi e i poliziotti avevano deciso di trattenerla finché non si fosse ripresa. Il poliziotto che sorveglia la cella afferma che Bumby, trovando Alice in prigione, si è infuriato e ha richiesto il suo rilascio immediato. Come Alice esce, si ritrova di nuovo nel Paese delle Meraviglie, questa volta nel Regno della Regina di Cuori. Appena giunta, lo Stregatto le intima di parlare il più presto possibile con la Regina, "o con ciò che ne rimane", in quanto componente fondamentale di sé stessa e della sua psiche. Addentrandosi nel regno incontra il Re Bianco, anch'egli già incontrato nel primo gioco, il quale, dopo la sconfitta della regina, ha tentato di riprendersi il proprio castello, ma è stato attaccato e respinto dai servitori di quest'ultima, che è riuscita a infiltrarsi nel suo regno e a riprenderne il controllo. Il re è stato poi incatenato all'ingresso del regno e Alice è costretta a ucciderlo per passare, non prima di essere però stata avvertita della presenza del gigantesco boia che sorveglia i confini della monarca. Una volta entrata nel regno la Regina, che sorveglia continuamente il proprio reame grazie alle pareti carnose provviste di occhi, a più riprese intima ad Alice di andarsene, lanciandole alle calcagna sia le sue guardie-carta sia il suo boia, dal quale Alice dovrà scappare più volte, in quanto invincibile e invulnerabile a qualsiasi arma e attacco della ragazza. Vagando nel regno, Alice recupera un altro ricordo relativo alla sorella, che non solo odiava le porte chiuse, ma le aveva confidato di un grande albero vicino alla finestra della sua stanza che permetteva di sgattaiolare fuori. Tuttavia, la notte dell'incendio la porta della camera di Lizzie era chiusa a chiave e la ragazza non si era salvata, pur avendo l'albero come via di fuga. Qualcuno, ipotizza Alice, deve averla uccisa nel letto e aver appiccato l'incendio per coprire il misfatto.
Dopo essere sbucata nei giardini reali, grazie a una torta che la rende gigantesca Alice riesce a sconfiggere il boia semplicemente schiacciandolo sotto al piede e a entrare di forza nel cuore del castello della Regina, che trova seduta sul trono, con le sembianze di Alice bambina. È furiosa poiché accusa Alice di permettere a "qualcun altro" di controllarle la mente, mentre lei - che è comunque parte stessa di Alice - era stata sconfitta e fermata. La Regina afferma a sua volta che il Treno va fermato, dato che sta cancellando la memoria di Alice, ma accenna anche che "qualcun altro" deve essere eliminato: la verità che Alice pensa di sapere non è completa, è successo anche qualcos'altro di tragico. La ragazza, confusa, viene avviluppata dai tentacoli della Regina, che la ingloba a sé per permetterle di finire il suo viaggio. Alice infatti si risveglia nel mondo reale, dove si trova di nuovo in manicomio.

### Capitolo 5
Uscita dal manicomio, rivelatosi un'illusione, Alice si ritrova in un regno spaventoso e contorto, il regno del "Fabbricante di Bambole". In quel regno fatto di pezzi di giocattoli, bambole e altri raccapriccianti oggetti, Alice incontra una bambina deforme e morente, la quale la implora di "salvarli e di non abbandonarli". Alice riconosce che essa è uno dei bambini folli incontrati nel primo gioco, ma non comprende il motivo della loro sofferenza, visto che ormai la tirannia della Regina di Cuori è solo un ricordo. La bambina, prima di spirare, le rivela che un nuovo potente demone ha eclissato la regina sconfitta e ha preso il suo posto, corrompendo tutto il Paese delle Meraviglie; questo demone è appunto colui che si fa chiamare il Fabbricante di Bambole, responsabile anche della costruzione del Treno Infernale e della creazione delle Rovine oleose che infestano il paese.
Alice, avanzando nel regno, giunge a "Forte Giocattolo", un castello che funge come ultimo baluardo della resistenza di Alice contro la corruzione del Fabbricante, abitato da altri bimbi deformi e apparentemente pazzi, ma in realtà completamente lucidi di mente, ovvero la metafora dei frammenti di lucidità mentale di Alice che impediscono al Treno di farle dimenticare completamente quello che accadde la notte dell'incendio. La loro conversazione viene interrotta dall'arrivo delle servitrici del Fabbricante, gigantesche bambole che assaltano il forte. Alice riesce a respingere le bambole che le si parano di fronte, ma non riesce a impedire a queste ultime di distruggere il forte e catturare i bambini per portarli dal loro padrone. Alice prosegue fino al cuore del regno e nel tragitto riesce a rimettere insieme tutti i frammenti della sua memoria che aveva perso dalla notte dell'incendio.
Si rende conto che il dottor Bumby era il colpevole e le era stato accanto per tutto il tempo. Alice si ricorda che Lizzie si era lamentata di Bumby, che aveva cercato di molestarla. Quella notte, Bumby abusò di Lizzie e appiccò il fuoco, con l'intento di coprire le sue tracce e uccidere tutta la famiglia. In seguito lo psichiatra cercò di ipnotizzare Alice nel tentativo di farle dimenticare l'incendio e la sua parte nella vicenda, e c'era quasi riuscito. Inoltre, Alice ricorda di aver sentito che Bumby abusava di altri bambini, per poi ipnotizzarli al fine di cancellare i loro ricordi, prima di venderli alla prostituzione minorile.
Alla fine, incontra il Fabbricante di Bambole, che altri non è che la metafora di Bumby stesso all'interno del Paese delle Meraviglie, e lo accusa di tutti i crimini che ha commesso contro di lei e contro altri bambini. Il Fabbricante di Bambole le rinchiude la testa in una testa di bambola e la getta via, ormai privo di interesse verso di lei.

### Capitolo 6
Alice esce dal Paese delle Meraviglie, e affronta Bumby in una deserta stazione ferroviaria sotterranea. L'uomo si prende gioco di lei e della sua intenzione di denunciarlo alla polizia: nessuno le crederà perché lui ha provveduto a distruggere la sanità mentale rimastale dietro pretesto di curarla, oltre al fatto che il giudice riterrà certamente più affidabile la parola di un rinomato psicologo che quella di una ragazzina pazza. Nello stesso momento Alice, liberatasi dal corpo di bambola, atterra sul Treno Infernale dove il Cappellaio, il Brucaliffo e la Regina la rimproverano per il suo comportamento.

In cima al treno l'attende il Fabbricante di Bambole, che cerca per l'ultima volta di cancellarle la memoria e distruggerle la restante sanità mentale. Sconfitto il Fabbricante di Bambole, nel mondo reale, mentre il dottor Bumby ride di lei, Alice gli strappa di mano la chiave che aveva riconosciuto come della camera di Lizzie, unica prova del suo crimine; realtà e fantasia si scontrano e Bumby la vede per un momento come il suo alter ego del Paese delle Meraviglie. Alice spinge il malvagio dottore sotto un treno in arrivo, che lo uccide all'istante. Distrutta l'influenza di Bumby, Alice esce dalla stazione e percepisce la realtà fusa con quel che resta del Paese delle Meraviglie. Uccidendo il dottore, Alice è finalmente libera dal suo influsso, ma si ritrova prigioniera, forse definitivamente, nelle sue visioni. Mentre si guarda intorno, sente la voce dello Stregatto che le dice che non si può più tornare indietro, e la congeda con queste parole: 

## Modalità di gioco
Il gioco si presenta come un platform in cui Alice dovrà avventurarsi per il Paese delle Meraviglie, ormai diviso in zone dalla Rovina dilagante, affrontando vari nemici e cercando di ricostruire i frammenti della sua memoria in modo da recuperare la sua sanità mentale.
Alcune zone sono in comune con il primo gioco, come per esempio il Dominio del Cappellaio e quello della Regina, ma sono ormai ruderi a causa del Treno Infernale che le ha devastate.
Inoltre, durante il percorso, Alice dovrà occasionalmente affrontare enigmi, mini-giochi e cercare tutti i collezionabili, attraversando anche sezioni con piattaforme invisibili.
Il gioco presenta 45 trofei da sbloccare (44 negli obiettivi Xbox 360). Con l'aggiunta del DLC American McGee's Alice (6 trofei/obiettivi), si arriva a un totale di 51/50.

### Collezionabili
- Ricordi: sono frammenti del passato di Alice, per lo più frasi significative di vari personaggi.
- Bottiglie: sbloccano contenuti speciali nella sezione "Extra" del menu principale, come bozzetti e schede personaggi.
- Denti: la moneta del gioco. Grazie a essi è possibile potenziare le armi.
- Rose: si ottengono generalmente dai nemici morti, e ricaricano l'energia di Alice.
- Barattoli di vernice rossa: si trovano nelle Stanze Radula; ogni Stanza ne presenta uno e Alice lo otterrà dopo aver completato la relativa sfida. Ci sono vari tipi di sfide: si va dal combattimento contro ondate di nemici alla semplice risoluzione di indovinelli posti dallo Stregatto. Quattro barattoli aggiungono una rosa all'energia di Alice, dandole più vita.
- Grugni: ogni volta che Alice ne vede uno lo dovrà colpire con il Macinapepe; i Grugni danno accesso a collezionabili nascosti o alla sezione successiva del livello.

### Abilità di Alice
In questo episodio, Alice dispone di nuove abilità:
- Senso del restringimento: permette di rimpicciolirsi a piacimento per poter:
  - consultare i graffiti dei Bambini Folli, che forniscono indicazioni utili per completare i livelli;
  - infilarsi nelle minuscole serrature disseminate lungo i livelli, che celano spesso ricordi o altri collezionabili;
  - vedere le piattaforme invisibili, che a loro volta portano spesso a collezionabili (soprattutto denti).
- Schivata: Alice può dissolversi in farfalle per spostarsi velocemente e non farsi colpire dai nemici.
- Puntamento: consente di prendere la mira mediante un mirino, permettendo sia di uccidere i nemici a distanza, sia di focalizzarsi su un avversario preciso.
- Modalità Isteria: si attiva quando la vita è ridotta a una sola rosa. È una modalità di emergenza, in cui la follia di Alice viene scatenata trasformandola in una macchina assassina e permettendole di effettuare attacchi molto più potenti. In questa modalità anche l'aspetto di Alice cambia: i suoi capelli diventano verde scuro o bianchi, gli occhi sono completamente iniettati di sangue e il suo abito è bianco, ma sporco di sangue.

## Armi e strumenti
Durante il gioco Alice entra in possesso di svariate armi con cui poter affrontare i vari nemici che si trova di fronte. È possibile potenziare ognuna di esse pagando un costo in "denti", oggetti che Alice trova sparsi per il Paese delle Meraviglie o che ottiene una volta sconfitti i nemici. Ogni arma ha 4 livelli di potenziamento.

### Armi
- Lama Vorpale: la prima arma a disposizione di Alice, trovata infilata nella testa del defunto Jabberwocky, è l'arma principale per i combattimenti corpo a corpo. È in grado di sferrare rapidi attacchi in sequenza, infliggendo la maggior quantità di danni nel minor tempo, paragonata alle altre armi. È l'unica arma che quando si potenzia non cambia l'aspetto, ma la scia che appare durante i colpi: all'inizio blu, poi gialla con bordi blu, blu con bordo rosso e rossa con bordo nero. La Lama Vorpale è l'unica arma ripresa dal primo gioco. Sbloccabile in versione Mannaia Vorpale, simile appunto a un mannarino, che riduce del 50% i danni inferti ad Alice.
- Macinapepe: donato dalla Duchessa ad Alice, il Macinapepe è la prima arma per il combattimento a distanza di cui Alice entra in possesso. Può sparare in modo simile a una mitragliatrice, ma se usato per troppo tempo si surriscalda e non può più essere usato finché non si raffredda. Si rivela fondamentale anche per attivare diversi interruttori presenti nel corso dell'avventura, nonché per interagire con i Grugni, una sorta di interruttori. Al livello 1, è simile a un macinacaffè con un maiale disegnato; al livello 2, il legno è più scuro, il maiale è intagliato, con un'espressione arrabbiata, ed è bordato di ferro; al livello 3, il maiale diventa rosso, con le orecchie, due gambe, un'espressione ancora più irritata, ed è bordato d'oro; al livello 4, diventa un facocero nero dal quale scaturisce una luce rossa incandescente ed è ricoperto di metallo. Sbloccabile in versione Macinapolpo, simile a un Nautilo spara-inchiostro con la maniglia a forma di ancora, che ritarda il processo di surriscaldamento, permettendo di sparare più proiettili.
- Cavalluccio: arma per il combattimento ravvicinato, è disponibile dal Capitolo 2. Più lenta rispetto alla Lama Vorpale, il Cavalluccio è però in grado di infrangere la guardia nemica. Consente anche di distruggere muri e pavimenti sottili. Al livello 1, è un cavalluccio in legno marrone chiaro con un'espressione vuota, gli occhi tondi con la luce blu e delle redini blu, e la criniera fatta con un pezzo di corda. Al livello 2, diventa di metallo, rosso e con un'espressione arrabbiata, l'asta diventa a strisce bianche e rosse, come la criniera dentellata. Al livello 3, il cavallo diventa nero con narici e occhi rosso sangue, e una criniera simile a riccioli di fiamma; le briglie diventano nere e l'asta segmentata. Al livello 4, il cavallo diventa un unicorno argentato con occhi, narici e corno incandescenti, e con la criniera ancora più selvaggia; al posto delle briglie sono presenti delle catene bianche. Sbloccabile in versione Incuboliere, un aspetto scheletrico del livello 4 con delle corna ramificate e le orbite illuminate di viola, in grado di rigenerare la salute di Alice per ogni colpo.
- Cannone Teiera: arma ottenibile dal Capitolo 3, permette di colpire i nemici a distanza con colpi caricati, in grado di abbattere la guardia avversaria e di rompere le pareti sottili. Al pari del Macinapepe, se usato troppo a lungo si surriscalda e necessita di alcuni secondi per raffreddarsi. Al livello 1, è una teiera nera con dettagli d'argento e un orologio blu al lato destro del ventre. Al livello 2, diventa verde scuro con dettagli in oro e l'orologio verde chiaro. Al livello 3, è d'argento con parti nere e l'orologio viola. Al livello 4, è dorata con motivi da gargoyle e l'orologio rosso. Sbloccabile in versione Cannone Erbagatta, con lo stesso design dello Stregatto (al posto dell'orologio sono presenti un occhio e il suo sorriso), che aumenta del 50% i danni inferti ai nemici.

Oltre alle armi, Alice ottiene anche alcuni oggetti di natura non direttamente offensiva:
- Bomba a orologeria: oggetto che si trova nel Capitolo 1, ricorda il Bianconiglio che stringe un orologio; il suo scopo principale è quello di aprire passaggi nelle pareti e di attivare gli interruttori a pressione presenti nel gioco. In combattimento, può essere usata per attirare l'attenzione di alcuni nemici e distrarli da Alice.
- Ombrello: anch'esso ottenibile nel Capitolo 1, rappresenta lo scudo di Alice. Il suo utilizzo permette di bloccare gli attacchi nemici e, usandolo con il giusto tempismo, si possono respingere al mittente alcuni attacchi a distanza.

### Abiti
Un'altra curiosità sono la serie di abiti che Alice utilizzerà nel corso della sua avventura. Tutti gli abiti presentano delle abilità speciali. Eccone qui un elenco:
- Classico: il vestito blu con il grembiule insanguinato usato da Alice nel primo gioco. Ha la capacità di farle recuperare la salute mentre lei è ristretta.
- Maglia a vapore: vestito usato automaticamente da Alice durante la sua avventura nel Dominio del Cappellaio. È nero e grigio e il grembiule è di cuoio. Quando lo indossa gli oggetti fragili spaccati dalla protagonista tendono a rilasciare più denti e rose.
- Sirena: abito utilizzato nelle Profondità Illuse. È di color acquamarina e rosa corallo, con elementi a squama di pesce. Il grembiule è a forma di conchiglia e Alice non indossa nessuna calzatura, rimanendo a piedi nudi. L'abito tende a far rilasciare più rose dai nemici sconfitti.
- Fanciulla di Seta: indossato durante l'avventura nel Misterioso Oriente. È basato principalmente su un abito da geisha in seta, tutto blu e ornato da fiori e farfalle rosate. I nemici, quando vengono sconfitti, tendono a rilasciare il doppio dei denti.
- Abito regale: utilizzato nel Regno della Regina. È basato principalmente sul design dell'originale Regina di Cuori di Tenniel, tutto rosso, nero e ricamato a oro. Qui la salute di Alice è limitata solo a quattro rose.
- Misscucitura: indossato nella Casa delle Bambole. È basato su un abito per giochi d'infanzia, tutto vivacemente colorato. Ha la capacità di raddoppiare la durata del Senso di restringimento.

Sempre nel gioco sono sbloccabili degli abiti facoltativi, presentanti altre abilità. Sono tutti caratterizzati dalla mancanza di segni astronomici e riprendono l'aspetto dei personaggi del Paese delle Meraviglie. Vi sono:
- Brucaliffo: basato sul Brucaliffo. Ha la capacità di lasciare costantemente il Senso di restringimento attivo, indipendentemente dalle dimensioni di Alice, molto utile per scoprire i segreti mancanti.
- Stregatto: basato sullo Stregatto. È l'unico abito che cambia completamente l'aspetto di Alice, esclusi i capelli. Disattiva il rilascio delle rose da parte dei nemici.
- Scacco matto: basato sul gioco degli scacchi, tutto rosso e bianco. Raddoppia i danni di tutte le armi.
- Carneciulla: basato sulla forma finale della Regina di Cuori, tutto composto da contorte carni straziate. Qui Alice non presenta calzature e tutti gli arti sono insanguinati. Permette di attivare la modalità Isteria in qualsiasi momento.
- Ritardo utile: basato sul Bianconiglio. Impregna costantemente Alice del potere rigenerante delle Viole Mammole.
- Cappellaia: basato sul Cappellaio Matto. Il braccio sinistro è meccanico. Quando viene colpita Alice perde denti al posto delle rose della salute.

## Personaggi
Nel corso della storia Alice (doppiata in originale da Susie Brann e in italiano da Emanuela Pacotto) interagisce con personaggi appartenenti sia al mondo reale sia al Paese delle Meraviglie.

### Personaggi del mondo reale
- Dottor Angus Bumby (doppiato in originale da Alistair McGowan e in italiano da Claudio Moneta):[5] il dottor Angus Bumby è l'antagonista principale del gioco. In primo luogo agisce come psichiatra di Alice dopo che la ragazza ha lasciato il manicomio Rutledge. Proprietario di un orfanotrofio nella Londra vittoriana, il dottor Bumby appare come una psichiatra severo ma buono, che usa l'ipnosi nella sua opera per aiutare i suoi pazienti (tutti minorenni) a dimenticare i loro brutti ricordi, ma Alice dimostra di essere il suo caso più difficile. Tuttavia, il dottor Bumby è, in realtà, il responsabile dell'incendio appiccato alla casa di Alice. Egli cerca di cancellare i ricordi di Alice per coprire le sue tracce, programmando poi di avvicinarla alla prostituzione nelle vesti di protettore, come ha fatto con molti altri suoi pazienti in precedenza. Di conseguenza, il Paese delle Meraviglie, rappresentazione della mente di Alice, è minacciato dal Treno Infernale, un treno mostruoso creato dalla mente di Alice rappresentante gli attacchi del dottor Bumby alla sua mente, fatto di edifici gotici, e dalla Rovina, sostanza da cui nascono mostri oleosi fatti con parti di bambole e del treno. Alice apprende dalla Regina di Cuori che il dottor Bumby era il colpevole, ed è implicito che lui abbia violentato Lizzie, la sorella di Alice, prima di bruciare la sua casa, con l'intenzione di uccidere tutta la famiglia per coprire il delitto. Nel Paese, nella Casa delle Bambole, Alice incontra il corrispettivo del dottor Bumby, il Fabbricante di Bambole, una versione gigante e deforme dalle cui orbite esce la Rovina (sostanza usata per creare i suoi mostri) e con delle mani provviste di chiodi, cuciture e delle teste di bambole "incastonate" , e ha le unghie nere e rosse. Alice si confronta con il Fabbricante di Bambole sul Treno Infernale, sconfiggendolo dopo aver parlato con il Cappellaio Matto, il Brucaliffo e la Regina. A Londra, e in parallelo agli eventi a bordo del treno, Alice trova il dottor Bumby alla stazione di Moorgate, dove è in attesa del treno che consegnerà il suo prossimo paziente, che sarà presto la sua prossima vittima. Durante la loro discussione, Bumby parla dei suoi crimini con gusto e si fa beffe delle minacce di Alice intenzionata a denunciarlo alla polizia, in quanto nessuno potrà mai credere alla sua testimonianza, essendo lui un rispettabile scienziato e benefattore della società e lei una povera isterica uscita da un manicomio. Mentre tira fuori il suo orologio per controllare l'ora, Alice vede con rabbia che la chiave della stanza di Lizzie dondola dalla catena, come se il medico l'avesse conservata come un trofeo del suo crimine. Alice gliela strappa di mano e dopo pochi istanti appare con il suo aspetto del Paese delle Meraviglie, e spinge il dottor Bumby sulle rotaie durante il passaggio del treno, uccidendolo all'istante. I ricordi che sbloccano le sue brevi riflessioni relative al passato di Alice prendono la forma dei suoi occhiali.
- Infermiera Witless (doppiata in originale da Anni Long e in italiano da Silvana Fantini): ex infermiera del manicomio Rutledge, ora licenziata, è stata presente durante tutta la degenza di Alice. Ha fatto in modo che Alice ottenesse un posto nel progetto di cure del dottor Bumby, chiedendo alla ragazza del denaro per questo e, se questo non fosse pervenuto, minacciandola di farla rinchiudere ancora in manicomio, raccontando dei suoi deliri e delle sue allucinazioni. I suoi ricordi prendono la forma di una bottiglia di gin, data la sua smodata passione per l'alcolico e le sue frequenti sbronze.
- Balia Sharpe (doppiata in originale da Jo Whitfield e in italiano da Silvana Fantini): la balia che si è presa cura di Alice insieme con sua sorella Lizzie durante l'infanzia. Dopo l'incendio, senza più lavoro, ha incominciato a prostituirsi. Tuttora, è una meretrice. Anche a distanza di tempo dimostra un certo affetto per Alice, cercando di metterla in guardia dalla sua stessa curiosità riguardo al passato. I suoi ricordi prendono la forma di una piuma di pavone, dai bizzarri e provocatori modi di vestire delle prostitute.
- Avvocato Radcliffe (doppiato in originale da Arran Hawkins e in italiano da Giuseppe Calvetti): ex magistrato di Oxford e con una passione per la cultura orientale, è l'avvocato del padre di Alice, e si è occupato del suo caso e dell'incendio scoppiato nella sua casa in circostanze misteriose. Dopo la morte della famiglia di Alice, voleva cercare di prendere il patrimonio rimasto della ragazza, ma ne ha perso interesse per finanziare le cure di Alice a Rutledge. Cerca di persuadere Alice che non è la colpevole dell'incendio, ma senza successo e senza esserne pienamente certo. I suoi ricordi prendono la forma di una penna stilografica, dal mestiere che svolge.

### Personaggi del Paese delle Meraviglie
- Stregatto (doppiato in originale da Roger L. Jackson e in italiano da Pietro Ubaldi): lo Stregatto è un'entità con poteri evanescenti che guida e accompagna Alice nel suo viaggio nel Paese delle Meraviglie. È solito parlare per mezzo di critiche ed enigmi, che spesso chiede ad Alice di risolvere. Lo Stregatto ha sembianze cadaveriche e cineree, il suo corpo presenta svariati tatuaggi e sul collo porta ancora la cicatrice della decapitazione infertagli dalla Regina nel precedente capitolo. Porta un orecchino all'orecchio sinistro e il suo permanente sorriso, che esalta i denti macchiati di sangue, lascia trasparire la vena tragicomica e sarcastica dei suoi discorsi, oltre che una grande pienezza di sé.
- Il Cappellaio Matto (doppiato in originale da Roger L. Jackson e in italiano da Pino Pirovano): il Cappellaio Matto è a capo di un impero da lui stesso creato, e gli esperimenti che ha condotto su di sé l'hanno trasformato in una sorta di robot, mantenendo però un carattere da divertente spaccone. Alice lo trova in pezzi, e raccoglie le sue membra mancanti in cambio del suo aiuto a raggiungere la Lepre Marzolina e il Ghiro nel loro covo. Arrivati alla fabbrica, i due scoprono che la Lepre e il Ghiro possono controllare il treno. Il Cappellaio Matto, in un attacco d'ira, uccide i suoi vecchi amici, successivamente pentendosi e tentando di resuscitarli. Lui e i suoi amici apparentemente periscono quando la fabbrica crolla intorno a loro. Il Cappellaio riappare, tuttavia, nei pressi della fine del gioco, a bordo del Treno Infernale, dove rimprovera Alice per l'oscurità e la rovina che ha portato sul Paese delle Meraviglie.
- La Lepre Marzolina e il Ghiro (doppiati in originale da Roger L. Jackson e Arran Hawkins e in italiano da Luca Sandri): vecchi amici del Cappellaio, ora impazziti e avversari di quest'ultimo. Sono stati loro a costruire il Treno Infernale e a smembrare il Cappellaio, per ribellarsi alla sua perfidia dato che li sfruttava nel suo dominio tecnologico, facendoli lavorare ininterrottamente per molte ore al giorno e usandoli come cavie per i suoi esperimenti sull'installazione di parti meccaniche sul corpo. È comunque chiaro che il Treno, anche se è una creazione della Lepre e del Ghiro, ed è guidato dal Fabbricante di Bambole, è una metafora dell'influsso malefico esercitato dal dottor Bumby su Alice.
- Falsa Tartaruga (doppiato in originale da Charles Meyer e in italiano da Oliviero Corbetta): un essere dal corpo di tartaruga e dalla testa di toro. Un tempo macchinista delle Ferrovie dello Specchio, è stato licenziato e ora è l'ammiraglio della HMS Grifone, la nave con la quale lui e Alice fuggono dagli squali nelle Profondità Illuse. Anche se un tempo era il macchinista delle Ferrovie dello Specchio, non sa molto sul Treno Infernale, neanche come poterlo fermare; sarà dunque lui a mandare Alice dal Tricheco e dal Carpentiere, per chiedere loro maggiori informazioni.
- Il Tricheco e il Carpentiere (doppiati da Charles Meyer e Sam Gusway e in italiano da Claudio Ridolfo): antagonisti di Alice, abitano nel mondo delle Profondità Illuse, un ambiente sottomarino composto da una città chiamata Fondobarile e un teatro gestito dal Carpentiere. Il Carpentiere è ritratto come un uomo stravagante con una passione per la teatralità, il Tricheco è il suo compagno che lo aiuta nei lavori di fatica. Il Tricheco mostra una passione per le ostriche showgirl[6], in linea con il personaggio originale di Carroll. Il Carpentiere affida ad Alice il compito di ricomporre il suo cast in cambio delle sue informazioni, ma lei si rende conto che i due hanno un secondo fine. Infatti, il duo la rinchiude nel cimitero affondato per impedirle di intralciarli. Uscita dalla trappola, Alice corre verso il teatro dove lo spettacolo ha inizio, solo per vedere il Tricheco irrompere sulla scena e divorare le ostriche. Alice accusa i due di ignorare la distruzione del Paese delle Meraviglie, solo per apprendere che il Carpentiere stava cercando di nascondere l'area dal Treno Infernale, e che Alice è stata ingannata, scatenando il treno sul Paese delle Meraviglie. Il Carpentiere suggerisce ad Alice di cercare il Brucaliffo per ottenere delle risposte, mentre il Treno Infernale passa attraverso il teatro, apparentemente uccidendo il Carpentiere e il Tricheco.
- Il Brucaliffo (doppiato in originale da Jarion Monroe e in italiano da Gianni Quillico): saggio bruco che dimora nella regione del Misterioso Oriente. Convoca Alice nel suo tempio in cima alla montagna della terra, rivelando di essere in un bozzolo in attesa di trasformarsi in una farfalla. Consiglia ad Alice di dirigersi dalla Regina di Cuori per apprendere chi ha appiccato l'incendio alla casa e scompare. Fa un'altra apparizione vicino alla fine del gioco, a bordo del Treno Infernale, spingendo Alice a riflettere sulle ingiustizie commesse contro di lei e gli altri. In questo capitolo ha l'aspetto di un saggio orientale.
- La Regina di cuori (doppiata in originale da Anni Long e in italiano da Elda Olivieri): antagonista del precedente capitolo, ritorna in questo seguito. Ha cambiato aspetto (essendo lei lo specchio della pazzia di Alice ella cambia aspetto in base alle condizioni psichiche della ragazza): il suo volto è uguale a quello della stessa Alice con la sua voce unita con quella della ragazza. Venne sconfitta nel primo gioco da Alice, ma in seguito rinacque come tutti gli altri abitanti del Paese delle Meraviglie. Indebolita e ormai priva di gran parte del suo potere originale, è riuscita comunque a riottenere il controllo del castello e a rintanarvisi. Quando Alice la incontra all'interno del suo palazzo di carne, lei si lamenterà del fatto che, a causa del suo confronto con Alice, la ragazza abbia fatto in modo che il Fabbricante di Bambole prendesse il suo posto. La Regina poi la indirizza verso il regno del nuovo nemico della sua nemesi, ma riappare verso la fine del gioco, a bordo del Treno Infernale, dove ricorda ad Alice del timore che la rese incapace di aiutare Lizzie la notte in cui venne violentata da Bumby, e spingendola a fare qualcosa di concreto per il bene del Paese delle Meraviglie e di sé stessa. Rispetto al gioco precedente in cui era l'antagonista principale riveste ora un ruolo minore; inoltre, appare molto meno maligna, nonostante il suo aspetto spaventoso, desiderando solo essere lasciata in pace nella tranquillità del suo regno e dimostrandosi più collaborativa con Alice nel voler fermare il treno e il Fabbricante di Bambole.

### Altri personaggi
Mondo reale
- La famiglia Liddell: la defunta famiglia di Alice, quest'ultima scoprirà la verità sulla loro morte attraverso i loro ricordi, aventi la forma della loro casa.
- Dottor Hieronymous Q. Wilson: ex medico curante di Alice durante la degenza al manicomio, compare in un'illusione. I suoi ricordi prendono la forma di una siringa medica, dalla sua professione.
- Jack Splatter: ex cliente di Balia, un uomo molto violento. Verrà arrestato per l'omicidio di Tim il Lungo, protettore di Balia.
- Fred il poliziotto: un poliziotto che tratta gentilmente Alice.
- Infermiera Cratchet: infermiera vista nelle illusioni del manicomio di Alice, è di natura sadica e utilizza metodi barbari o pseudoscientifici, come salassi o lobotomia.
- Oreste: il gatto nero di Alice, si scoprirà in seguito non essere colpevole dell'incendio di casa Liddell.

Paese delle Meraviglie
- Bianconiglio (doppiato in originale da Roger L. Jackson): morto in sogno all'inizio del gioco, compare come personaggio di sfondo nelle Stanze Radula.
- La Duchessa (doppiata in originale da Laura Coughlin): nemica nel primo gioco, ora è un'alleata di Alice, le fa dono del Macinapepe e la incarica di collezionare i Grugni volanti.
- Il Polpo, il Pesce Musicale, le Ostriche: fanno parte del cast del Tricheco e del CarpentiereM ricoprono, rispettivamente, i ruoli di sceneggiatore, direttore d'orchestra e showgirls.
- Formiche Origami: formiche fatte di carta origami, non originarie dei libri. Sono le abitanti del Misterioso Oriente, vittime delle Vespe Samurai. Alcune aiuteranno Alice a raggiungere l'eremo del Brucaliffo.
- Il Boia: personaggio minore nei libri di Carroll, è ora un boss nel Regno della Regina. Si presenta deforme, simile alla carta Jolly ed è armato di falce. È invulnerabile a qualunque attacco e perseguiterà Alice per tutto il livello, fino a quando quest'ultima non lo schiaccerà dopo aver mangiato una torta con su scritto "Mangiami!".
- Pincopanco e Pancopinco: visti nel primo gioco, appaiono come metafore dei nipoti del Sovrintendente che lavorano come inservienti del manicomio, mentre torturano Alice.
- Bambini folli: bambini pazzi e mutilati visti nel primo gioco, questa volta si presentano come le versioni psichiche dei pazienti di Bumby. Allerteranno la protagonista del pericolo celato nella Casa delle Bambole.

## Nemici
Con l'intrusione ipnotica di Bumby e la costruzione del Treno Infernale, il Paese delle Meraviglie viene nuovamente corrotto. Addirittura nuove creature si infiltrano nel Paese stesso, le Rovine. Comunque, in generale, con la sola eccezione di queste ultime e delle arene di combattimento, molti dei nemici sono relegati al capitolo che li contiene. Vi sono:
- Rovine (Ruins): nemici non originari del Paese delle Meraviglie, simbolo della corruzione di Bumby. Si presentano come fatti di melma nera, contornati da pezzi di bambole e marmitte incendiarie. Il loro punto debole sono le facce da bambola. Ve ne sono numerose versioni:
  - Rovine Insidiose (Insidious Ruins): i nemici più comuni. Sono piccoli e attaccano in gruppo. All'interno del palazzo della Regina di Cuori ve ne è una versione rossa, simbolo del dominio della Regina su di loro.
  - Rovine Striscianti (Slithering Ruins): simili a sanguisughe, non presentano pezzi addosso. Si nascondono nei contenitori, ma sono molto deboli.
  - Rovine Minacciose (Menacing Ruins): versioni potenziate delle Rovine Insidiose, hanno un braccio gigantesco, tre facce e due manine che le proteggono. Bisogna colpirle molto pesantemente.
  - Rovine alla deriva (Drifting Ruins): grosse palle formate da liquame nero con una faccia e quattro braccine, galleggiano in aria e lanciano liquami nocivi.
  - Rovine Colossali (Colossal Ruin): i nemici più grandi del gioco, evoluzione della Rovina Minacciosa. Sono simili a delle autovetture, ma sorrette da quattro manine, presentano un gran numero di facce e una faccia gigantesca sulla punta, dove ci sono altre quattro manine a mo' di bocca. Lanciano potenti attacchi infuocati dalle marmitte e i loro abbracci sono pericolosi.
- Libelluliti (Bolterfly): insetti simili a viti, fanno i nidi nei rottami. Quando lampeggiano si attaccano ad Alice, che dovrebbe schivarli. Distruggendo il nido non ne spunteranno altri.
- Mattoidi (Madcaps): incontrati nel Dominio del Cappellaio. Sono piccole versioni del Cappellaio, armati di posate e resti di servizi da tè.
- Occhiere (Eyepot): creature meccaniche simili a teiere tripodi, con un occhio scarlatto. Attaccano con le gambe e lanciando proiettili di tè fumante. Il loro occhio è molto sensibile.
- Squilo dei ghiacci (Ice Snarks): visti nel primo gioco, assomigliano a pesci abissali dotati di gambe. Mordono, lanciano fiati congelanti e si nascondono nel terreno per difendersi. Abitano il Tundracolo e le Profondità Illuse.
- Squali del relitto (Shipwreck Shark): sono creature viste nel Tundracolo e nelle Profondità Illuse. Sono composti da scheletri di relitti navali. Vanno bombardati nel mini-gioco con l'HMS Grifone.
- Granchi cannone (Cannon Crab): tra i nemici più resistenti del gioco. Sono dotati di cannone e di un sigaro per attivarlo. Alice dovrebbe usare colpi pesanti per farli capovolgere e attaccare direttamente il ventre molle.
- Marinai annegati (Drowned Sailor): spiriti di marinai annegati. Si schermano da flutti o si nascondono sottoterra, e lanciano bombe. Alice dovrebbe mirare alle bombe prima che lo facciano, distruggendone le difese e lasciandoli indifesi e storditi. Un gruppo di questi, però, chiederà alla protagonista di liberarli dalle loro condizioni spettrali.
- Vespe Samurai (Samurai Wasps): enormi vespe col kimono giallo e una maschera bianca da oni, razziano per il Misterioso Oriente. Attaccano utilizzando katane e sono veloci.
- Vespe Daimyo (Daimyo Wasps): versione più grande delle Vespe Samurai, indossano un'armatura completa da samurai e utilizzano una naginata a 2 lame. Lanciano potentissimi attacchi. Alice dovrebbe spogliarli della loro armatura per sconfiggerli.
- Vespe samurai arcieri (Samurai Wasp Archers): come le normali vespe, ma indossano un kimono rosso, volano e usano archi e frecce incendiarie.
- Vespe d'inchiostro samurai (Samurai Ink Wasps): piccole vespe nere fatte d'inchiostro, si comportano esattamente come le Libelluliti. Vengono fuori da tavolette di pietra con dei kanji sopra.
- Guardie reali (Card Guards): le carte viste nel primo gioco, ora non-morte. Sempre fedeli alla Regina, attaccano in gruppo e a mani nude artigliate. Una volta a terra, bisogna dargli il colpo di grazia prima che risorgano.
- Guardie reali corazzate (Armoured Card Guards): sono le carte di cuori, anch'esse non-morte. Sono protette da un'armatura impenetrabile e dotate di aste a forma di cuore. L'unico punto debole è un'apertura a cuore dietro la schiena.
- Pezzi di scacchi (Chess Pieces): visti nel primo gioco, compaiono solo nel mini-gioco del Regno della Regina. Composte da torri e cavalli, le prime bloccano la strada alla protagonista, i secondi l'attaccano quando la raggiungono.
- Bamboline (Doll Girls): apparse nella Casa delle Bambole, rappresentano psichicamente i bambini abusati da Bumby. Si presentano in varie versioni e sono tutte grosse, resistenti, armate di forbici o uncini e sputano fuoco. I loro punti deboli sono i vestitini, le chiavette in prossimità delle spalle e il petto, che protegge il loro cuore.
- Piccole pesti (Bitch Babies): teste di bambola svolazzanti a quattro gambe. Caricano Alice o vomitano palle d'acido.

## Sviluppo
Le voci di un sequel del titolo precedente hanno cominciato a circolare poco dopo la distribuzione di American McGee's Alice, a causa del successo riscontrato, e anche se in quel momento il team di sviluppo stava lavorando su uno spin-off, che si sarebbe chiamato American McGee's Oz, fu presa la decisione di abbandonare il lavoro. Grazie alle voci di un possibile adattamento cinematografico di American McGee's Alice, l'interesse di Electronic Arts si focalizzò sull'intenzione di creare un remake del gioco e sul dare il via ai lavori sul sequel. Tuttavia, quando l'adattamento cinematografico è fallito, i piani per un sequel sono stati temporaneamente accantonati.
A febbraio 2009, durante il D.I.C.E. Summit, EA ha annunciato un sequel, che all'epoca aveva il titolo provvisorio American McGee's Alice Return. Due tavole di concept art hanno accompagnato l'annuncio, insieme alle informazioni che lo scrittore del gioco originale e il produttore esecutivo sarebbero stati gli stessi anche per il sequel.
Nel novembre dello stesso anno, un trailer creato da un fan (con il titolo "Il ritorno di Alice") è stato scambiato da varie fonti di informazione come un trailer ufficiale per il gioco, in cui Alice si trova in terapia dopo una ricaduta avuta nove mesi dopo gli eventi del primo gioco, e tra le sue allucinazioni si vedeva un'immagine dello Stregatto al posto del suo medico.
Il 20 luglio 2010, allo Showcase di EA, sono stati mostrati maggiori dettagli riguardo al titolo, tra cui il suo titolo attuale, Alice: Madness Returns. Oltre a ulteriori concept art e immagini di gioco, è stato pubblicato il primo trailer di gioco ufficiale. Come quello creato otto mesi prima da un fan, anche questo ritrae Alice durante la terapia: dopo essere stata ipnotizzata dal suo medico in un ufficio pieno di bizzarre braccia smembrate appese al soffitto, Alice apre la bocca per parlare, ma versa grandi quantità sangue e denti. Alla comparsa del titolo del gioco, una voce sussurra: "Alice ... cosa hai fatto?"
Durante il Tokyo Game Show 2010, è stato pubblicato un nuovo trailer, il quale mostra Alice che mentre passeggia per una strada di Londra, si avvicina alla vetrina di un negozio di giocattoli, che contiene delle marionette raffiguranti il Cappellaio Matto, il Ghiro e la Lepre Marzolina che prendono il tè. Improvvisamente, vede l'immagine dei genitori deceduti nel riflesso della finestra, ma voltandosi non trova nessuno. La finestra comincia a bruciare e la silhouette della Regina di Cuori appare prima di esplodere in fiamme, e i tentacoli della regina trascinano Alice nel fuoco. Come nel trailer precedente, alla fine si sente una voce che dice: "Cosa hai fatto?"
Il 14 febbraio 2011, il sito di "In-Game" ha presentato il terzo trailer e una breve intervista con American McGee riguardo al gioco. Il terzo trailer ritrae Alice che vaga nel Paese delle Meraviglie, fino a giungere di fronte al Brucaliffo, che si trasforma in una gigantesca farfalla dall'aspetto minaccioso, mentre il paesaggio è attaccato da fenici di fuoco e trasformato in un incubo che ricorda molto i paesaggi del primo titolo. Alice si ritrova seduta a prendere un tè con il Cappellaio Matto, la Lepre Marzolina e il Ghiro. Il Cappellaio invia una teiera robot per uccidere Alice, che a sua volta la pugnala a morte negli occhi con la Lama Vorpale. Alla fine sorride sinistramente, e si sente la sua voce che chiede: "Cosa hai fatto?"
Il 4 marzo 2011, un quarto trailer, intitolato "Insanity Beautiful", mostrava per la prima volta i filmati di gioco. Il trailer presenta scene di gameplay nella Londra vittoriana, nuovi costumi e armi per Alice; inoltre, compaiono personaggi vecchi e nuovi tra cui un Jabberwocky e il Dodo. Alla fine del trailer lo Stregatto dice: "Ora è il momento di mettere la vostra lama al lavoro".
Nel mese di aprile, Gamespot ha pubblicato filmati di una demo del gioco e ha intervistato il produttore esecutivo Joel Wade. Nel video sono stati mostrati numerosi dettagli sul gioco. Wade ha spiegato che la storia riprende dopo l'uscita di Alice da Rutledge, che, rimasta sola, vive in un orfanotrofio, dove il direttore stesso vuole aiutarla a sfuggire alla sua follia. Il gameplay ha mostrato che Alice può sbloccare e utilizzare diverse armi, che possono essere aggiornate raccogliendo i denti sparsi nelle zone esplorabili per tutta la partita. Tra le armi mostrate, la Lama Vorpale, il Macinapepe che agisce come una mitragliatrice, la mazza Cavaluccio e il Cannone Teiera esplosivo. Alice raccoglie anche "ricordi" che fanno parte della sua ricerca, per recuperare le memorie del suo passato.
Il 20 maggio 2011, un prologo di Madness Returns, intitolato Alice: Madness Returns Interactive Story, è stato pubblicato come applicazione disponibile solo per iPhone, iPad e iPod touch. L'applicazione presenta la storia come un libro, e richiede di interagire con le illustrazioni, includendo dei minigiochi. La storia mostra anche fatti antecedenti al gioco, dando senso agli eventi che porteranno ad Alice: Madness Returns. È stato sviluppato anche un porting per Android.
Il 3 giugno 2011, è stato pubblicato il trailer di lancio. Tra gli elementi mostrati, alcuni boss, scene di combattimento contro i nemici e i suggerimenti dello Stregatto. Il budget di sviluppo di Madness Returns è stato di 9 milioni di dollari.
Nel 2013, American McGee ha ammesso che avrebbe voluto più tempo per migliorare il gioco condensando l'azione, rimuovendo molti contenuti "riempitivi" e sistemando alcuni bug fastidiosi.

## Accoglienza
Alice: Madness Returns ha ricevuto giudizi contrastanti.
Metacritic dà al titolo un 71/100 per la versione PS3, un 68/100 per la versione Xbox 360 e un 79/100 per la versione PC. Gli utenti del sito hanno assegnato alla versione per PC un punteggio di 9/10.
GameRankings valuta la versione PC con un 78/100.
GameSpot ha dato al gioco un punteggio pari a 7/10. Il recensore ha dichiarato che: "Alice: Madness Returns è un gioco più bello da vedere che da giocare, ma si può comunque godere del piacere di perdersi in questa contorta avventura di fantasia."
IGN ha assegnato alle versioni per console un punteggio di 6.5/10, affermando che: "Da un lato, Alice: Madness Returns presenta una visione fantasiosa del Paese delle Meraviglie, dipinto come un luogo da esplorare pieno di segreti, oggetti da collezionare, in classico stile platform. Il gameplay risulta però discutibile, così come il design dei livelli, la grafica scarna, la ripetitività, e non è stato coinvolgente come sarebbe stato piacevole fosse. Alice: Madness Returns è come un memorabile sguardo attraverso un vetro difettoso."
GameZone chiude la recensione con un 5.5/10, affermando che: "Questo è il grande problema di Alice: Madness Returns: è penalizzato da un datato e noioso stile platform, da combattimenti frustranti e in generale da un'applicazione sciatta del tema".
La rivista Play Generation diede alla versione per PlayStation 3 un punteggio di 86/100, apprezzando la sua grande varietà, il design curatissimo e il download del primo Alice incluso ma come contro il comparto tecnico non all'altezza del design creativo ed il fatto che ci si mettesse un po' ad ingranare, finendo per trovarla un'avventura molto varia, dall'ambientazione inquietante, che sarebbe piaciuta agli amanti degli "action platform" classici.

## Alice: Madness Returns Storybook
Alice: Madness Returns Storybook era un'applicazione free-to-download sempre sviluppata da Electronic Arts per promuovere il videogioco. Presentata come un libro interattivo, l'applicazione è stata pubblicata il 22 maggio 2011 per iPhone, iPad e iPod Touch così come un collegamento browser su Facebook. In seguito sono stati rimossi.
Lo storybook era precedente a Alice: Madness Returns e copre il periodo di dieci anni di Alice al manicomio Rutledge, con tutte le sue esperienze e allucinazioni del primo videogioco, fino al periodo della sua liberazione e la sua vita all'orfanotrofio di Bumby. Per progredire attraverso la storia, lo spettatore doveva interagire con le illustrazioni premendo i pulsanti, gli oggetti in movimento sullo schermo o leggendo articoli di giornale. Vi erano anche dei simboli astronomici nascosti negli scenari che, se individuati, potevano sbloccare in anteprima screenshot e concept art di Madness Returns, che possono essere salvate come immagine di sfondo.
Qui di seguito i contenuti dell'applicazione e i simboli da trovare:
- Trovare i simboli di Urano (♅), Nettuno (♆), Venere (♀), Eris, Mercurio (☿), Saturno (♄), Giove (♃), Luna (☽) e Plutone.
- Al Rutledge tutte le esperienze crudeli subite da Alice (sanguisughe, elettroshock, eccetera).
- Poter leggere gli articoli su Alice, dall'incendio fino al suo rilascio dal manicomio.
- Interagire nel Paese delle Meraviglie, come giocare a contro i pezzi rossi degli scacchi o servirsi il tè dal Cappellaio, affrontare il Jabberwocky e altro ancora.